# Forrest M. Bird

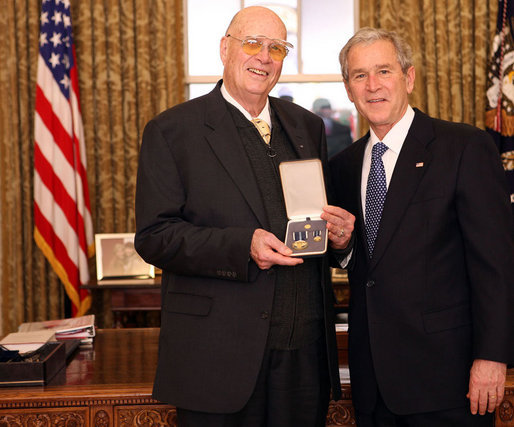
Forrest M. Bird (links) und George W. Bush bei der Verleihung der Presidential Citizens Medal (2008)

Forrest Morton Bird (* 9. Juni 1921 in Stoughton, Massachusetts; † 2. August 2015 in Sagle, Idaho) war ein amerikanischer Pilot und Erfinder.

## Pilot
Auf Anregung seines Vaters, der im Ersten Weltkrieg Pilot war, und infolge eines Treffens mit Orville Wright wurde Bird im frühen Alter Pilot. Mit 14 Jahren machte er seinen ersten Alleinflug und mit 16 erarbeitete er sich mehrere Pilotenlizenzen. Er ging zum United States Army Air Corps und wurde 1941 aufgrund seiner Qualifikation Technical Air Training Officer. Dieser Rang und der Beginn des Zweiten Weltkriegs gaben ihm Gelegenheit, jedes Flugzeug zu fliegen, einschließlich Jets und Helikopter.

## Erfinder

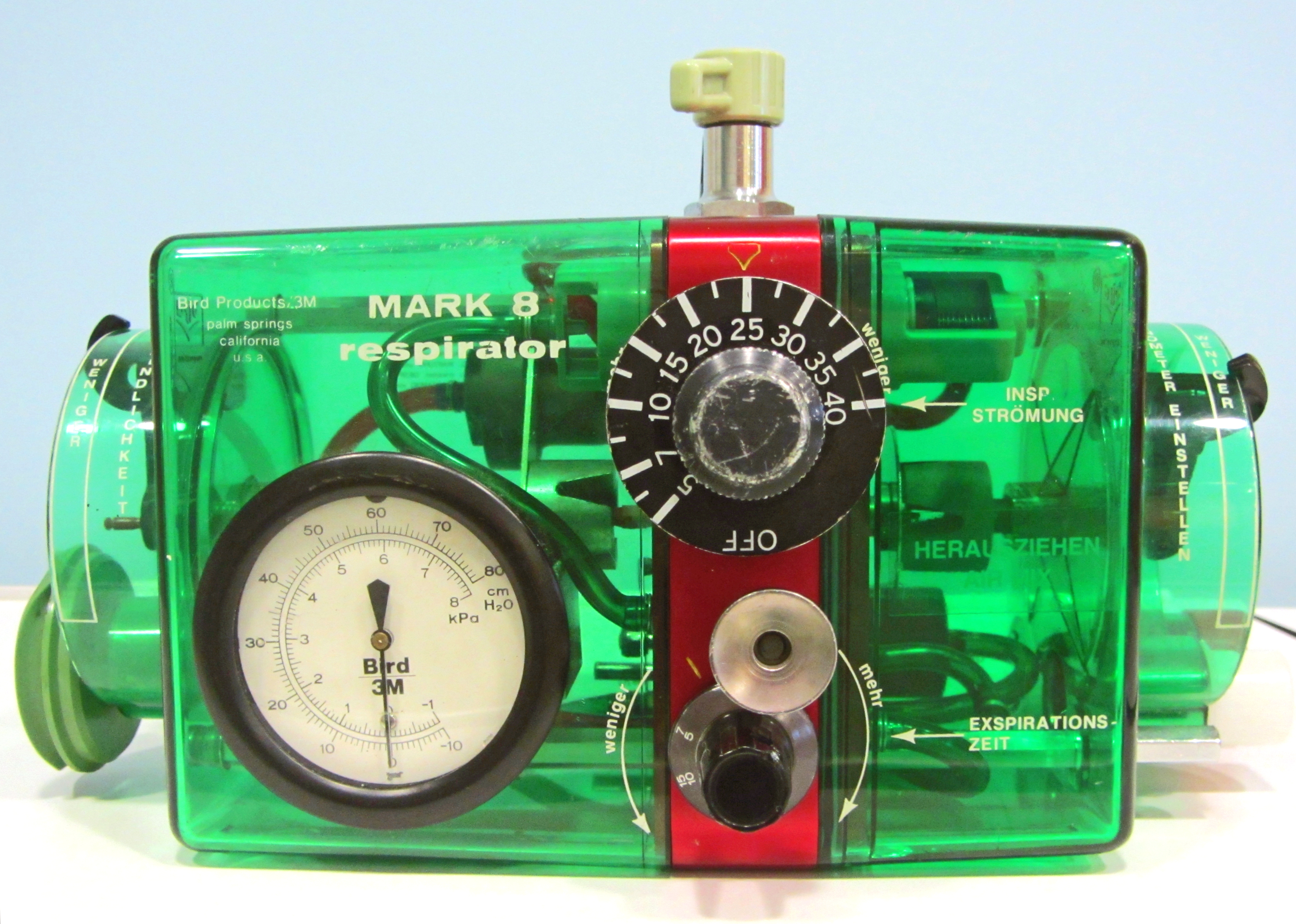
Beatmungsgerät Bird Mark 8, verwendet ab ca. 1960

Er entwickelte den Prototyp eines Beatmungsgeräts, das an Patienten zunächst mit beschränktem Erfolg getestet wurde. Weitere Neubearbeitungen führten dann 1955 zum Bird Universal Medical Respirator sowie zum Bird Mark 7 und Bird Mark 8.
Außerdem entwickelte er 1958 mit dem Babybird ein kostengünstiges und schon bald im Massenproduktion gefertigtes Beatmungsgerät, mit dem die Säuglingssterblichkeit bei Erkrankungen des Atmungssystems signifikant verringert werden konnte. 2007 eröffnete er das Bird Aviation and Invention Museum in Sagle im US-Bundesstaat Idaho.

## Auszeichnungen
1985 gewann Bird den Lifetime Scientific Achievement Award und erhielt einen weiteren im September 2005. 2008 wurde er mit der Presidential Citizens Medal ausgezeichnet.